# Мухопад В'ячеслав Олександрович
В'ячеслав Олександрович Мухопад (18 липня 1937, смт Ворожба — 13 вересня 2000, Київ) — український лікар-епідеміолог, радник ВООЗ за програмою ліквідації віспи в Індії (1970—1976). Доктор медичних наук (1995).

## Біографія
В'ячеслав Мухопад народився 18 липня 1937 року в смт Ворожба (нині — місто Білопільського району Сумської області України).
Закінчив Київський медичний інститут у 1960 році.
З 1963 року працював у Інституті епідеміології та інфекційних хвороб АМНУ в Києві. Від 1991 року був провідним науковим співробітником. Обіймав посаду радника ВООЗ за програмою ліквідації віспи в Індії у період з 1970 по 1976 роки. Вивчав антигенну мінливість збудника грипу, закономірності появи нових штамів вірусу та їхньої участі в епідеміологічному процесі. Створив колекцію штамів вірусу грипу В. Автор методу отримання штамоспецифічного діагностування сироваток.

### Основні праці
- Эпидемиологические основы ликвидации последних очагов оспы в Азии // Вирусы и вирус. заболевания: Сб. К., 1984.
- Разработка и испытание новой системы активного поиска и интенсивного подавления вспышек натуральной оспы в Индии // Вопр. вирусологии. 1986. № 3 (співавт.).
- Динамика штаммовой структуры популяции вируса гриппа В на Украине и этиологическое прогнозирование // ЖМЭИ. 1988. № 6 (співавт.).
- Епідеміологія — наука про епідемічний процес та його контроль // Інфекц. хвороби. 1996. № 2.